# Baryscapus diaphantus
Baryscapus diaphantus är en stekelart som först beskrevs av Walker 1839.  Baryscapus diaphantus ingår i släktet Baryscapus och familjen finglanssteklar. Arten är reproducerande i Sverige. Inga underarter finns listade.